# VW APP310
Der Volkswagen APP 310 ist ein permanenterregter Synchronmotor (PSM), der zum Antrieb von Elektroautos des Modularen-E-Antriebs-Baukastens eingesetzt wird. Die Bezeichnung „APP“ leitet sich dabei von der achsparallelen Anordnung (Axial Parallel Position) von Antrieb und Getriebe ab. Die Ziffernfolge „310“ spiegelt das maximale Drehmoment von 310 Nm wider.

## Technische Spezifikationen

### Kennzahlen
| Parameter            | Wert                                    |
| -------------------- | --------------------------------------- |
| Motortyp             | Permanenterregte Synchronmaschine (PSM) |
| Maximale Leistung    | 150 kW / 204 PS                         |
| Maximales Drehmoment | 310 Nm                                  |
| Maximale Drehzahl    | 16.000/min.                             |
| Masse                | ca. 90 kg                               |
| Getriebe             | 1-Gang-Getriebe                         |

### Aufbau
Der Elektromotor besteht aus einem festen Stator, in dem sich ein Rotor dreht. Im Stator befinden sich rechteckige, flache Kupferdrahtspulen (sog. „Hairpins“), die wie Haarnadeln geformt sind. Durch diese fließt elektrischer Strom und erzeugt ein Magnetfeld, welches den Rotor und damit das Auto antreibt. Umgeben ist der Aufbau von einem Gehäuse.

### Hairpin-Technologie
Weil rechteckige, flache Kupferstäbe den Raum im Stator besser ausfüllen als herkömmliche gewickelte Kupferdrahtspulen, ist die Drehmomentdichte und der Wirkungsgrad höher.

## Einsatz
Der APP 310 wurde speziell für den Modularen E-Antriebs-Baukasten (MEB), die Plattform für Volkswagens Elektrofahrzeuge, entwickelt.

### VW ID.-Familie

#### VW ID.3
Der ID.3 ist das erste Serienfahrzeug mit dem APP 310. Allerdings wird bei neueren GTX-Varianten mit höherer Leistung bereits der Nachfolger APP 550 eingesetzt.

#### VW ID.4 / ID.5
Diese Modelle nutzen ebenfalls den APP 310; auch die chinesischen Modellvarianten ID.4 CROZZ (FAW) und ID.4 X (SAIC) sind mit diesem Motor ausgestattet. Bei europäischen Modellen wurde ab Produktionswoche 46/2023 in den Varianten mit 77-kWh-Batterie auf den APP 550 umgestellt, während die Pure-Variante mit kleinerer Batterie weiterhin den APP 310 erhält.

#### VW ID.Buzz
Der ID.Buzz wird derzeit mit dem APP 310 Motor mit 150 kW (204 PS) ausgestattet. Die Langversion des ID.Buzz erhält jedoch bereits den stärkeren APP 550.

### Konzernmarken

#### Audi Q4 e-tron
Die Q4 40 e-tron Modelle sind mit dem 150 kW APP 310 Motor ausgestattet. Allerdings wurde bei neueren Modellen bereits auf den APP 550 umgestellt, sodass der APP 310 bei Audi auslaufen wird.

#### Cupra Born
Der Cupra Born, das Schwestermodell des ID.3, verwendet den APP 310 Motor in den weniger Leistungsstarken 170 kW Version in zwei seiner drei Varianten.

#### Škoda Elroq und Enyaq
Die Elroq- und Enyaq-Modelle verwenden in den weniger leistungsstarken Varianten den APP 310; in den Varianten mit höherer Leistung kommt der APP 550 zum Einsatz.

### Kooperation mit Ford
Obzwar Ford keine Tochtergesellschaft des VW-Konzerns ist, wird in den Modellen Explorer und Capri durch den Einsatz des Modularen E-Antriebs-Baukasten auch der APP 310 verbaut.

## Produktion
Die Motoren für Europa und Nordamerika werden am Volkswagen Group Components-Standort Kassel produziert, jedoch stammen die Komponenten sowohl aus Kassel (Zwischengehäuse) als auch aus Hannover (Motorgehäuse), Salzgitter (Rotor und Stator) und Posen (Getriebegehäuse).
Die Motoren für den chinesischen Markt werden in dem chinesischen Werk Tianjin hergestellt.